# Garrett L. Withers
Garrett L. Withers (Webster megye, 1884. június 21. – Bethesda, 1953. április 30.) az Amerikai Egyesült Államok szenátora (Kentucky, 1949–1950).